# Il corsaro (film 1970)
Il corsaro è un film del 1970, diretto da Antonio Mollica.

## Trama
Jeffrey Brook, bucaniere inglese, è destinato alla deportazione lontana. Durante il viaggio, riesce ad impadronirsi della nave con alcuni compagni. Cominciano allora le loro avventure: affrontano un altro pirata, poi assediano un'isola occupata dai Portoghesi e prendono pure un tesoro in oro custodito in una fortezza.